# Pivovar Zichovec
Pivovar Zichovec čili Rodinný pivovar Zichovec je pivovar v Lounech. Původní minipivovar vznikl v roce 2012 v Zichovci u Panenského Týnce na pomezí Lounska a Kladenska, ale už v roce 2016 přestal kapacitně stačit a společnost tak vytvořila větší provoz umístěný do bývalé tankové střelnice v Lounech.

## Historie
Za myšlenkou zrodu nového pivovaru na Zichovci stál v roce 2010 Ivan Husák se svými dvěma syny a jejich nespokojenost s chutí unifikovaných piv. Svou roli také hrála minulost rodiny, kdy prapředek, rychtář Krahulík, podle nějž bylo později pojmenováno jedno ze zichoveckých piv, provozoval vyhlášený zájezdní hostinec v Panenském Týnci. Rodina se tak pustila do výstavby komplexu minipivovaru s restaurací a penzionem v Zichovci podle projektu Jaromíra Veseláka. Později v roce 2015 byl komplex oceněn Zlatou cihlou. První várka piva zde byla uvařena v roce 2012 a od té doby výstav stále stoupal. Na začátku roku 2016 už vařil pivovar v Zichovci na plnou kapacitu, aby uspokojil poptávku místních lidí i okolních hostinských. To už ale vznikal přestavbou původního armádního stavení opět podle projektu Jaromíra Veseláka nový, větší a technologicky vyspělejší pivovar v Lounech v prostoru bývalé tankové střelnice a kasáren v ulici 5. května. Součástí pivovaru je podniková prodejna a na bývalé kontrolní věži je vyhlídka s rozhledem do Českého středohoří.

## Nabídka
Pivovar vaří jak klasická piva, tak nejrůznější speciály. Pivo prodává jak v okolí, tak například v Praze nebo přes e-shop do celé ČR.